# Bonanza (1. sezona)
1. sezona
- S01E01 Vrtnica za Lotto

12. september 1959 NBC
Prizor se začne z Benom in Adamom Cartwrightom, ki si ogledujeta čudovito pokrajino gorovja Ponderosa. Ta epizoda govori o lastnikih rudnikov, ki si želijo lesa iz gorovja Ponderosa, Ben pa jim ga noče prodati. Zato najameta igralko, ki zvabi malega Joeja v mesto, rudarji pa ga zadržijo kot talca zaradi lesa. Ben in njegova sinova gresta v mesto in vso noč iščeta malega Joeja, ki se skriva pred lastniki rudnikov. Na koncu najdeta malega Joeja, ki pleše z igralko, in odjahata v sončni zahod.
- S01E02 Smrt na sončni gori

19. september 1959 NBC
Pohlepni oportunist Mark Burdette in njegov sostorilec Early Thorne zanetita težave med plemenom Paiute in prebivalci mesta Virginia City. Ben odkrije, da Burdette in Thorne rudarjem prodajata antilopje govedino, in se mu cena zdi previsoka. Rudarjem ponudi govedino po bolj razumni ceni. Burdette in Thorne se maščujeta tako, da Pajutom prikrijeta napade, se oblečeta v njih in ubijeta rančarje. Temelji na dejstvih. Lorne Greenejeva prva pripoved, podest za stopnišče Ponderosa še ni zgrajen.
- S01E03 Prišleki

26. september 1959 NBC
John Pennington in njegova ekipa želijo kopati zemljo Ponderosa s hidravličnimi sredstvi. Ben je popolnoma proti tej metodi in jih hitro izseli. Hoss dobi nalogo, da Penningtonovim možem reče, naj odidejo, a se kmalu znajde v moralni dilemi, ko sreča Penningtonovo lepo sestro Emily. Kmalu odkrije srce parajočo skrivnost ... neozdravljivo je bolna; toda njun odnos kmalu privede do številnih težav za Cartwrightove.
- S01E04 Vojna Paiutov 3. oktober 1959 NBC

Trgovec Mike Wilson poskuša ubežati kazni Indijancev Paiutov, potem ko je grdo ravnal z dvema njihovima ženskama, tako da krivdo prevali na Adama. Sledi huda vojna med Paiuti in kalifornijsko milico, Paiuti pa Adama ujamejo za talca. Zelo impresivni bojni prizori v tem prvem mini epu serije. V tej epizodi so storili vse, kar je bilo v njihovi moči, da bi uprizorili pravo stvar; uporabljenih je bilo 50 Indijancev in 50 konjeniških igralcev in statistov, produkcija pa je vključevala tri dni snemanja na lokaciji. Ta epizoda je zajela tako največjo igralsko zasedbo kot tudi najdražje kaskaderske prizore. Ta epizoda temelji na dejanskem obračunu, ki se je zgodil maja in junija 1860.
- S01E05 Nastop Marka Twaina 10. oktober 1959 NBC

Samuel Clemens prispe v Virginia City, da bi pisal za Territorial Enterprise, hkrati pa pokvarjen politik poskuša zahtevati Ponderosa.
- S01E06 Zgodba o Julii Bulette

17. oktober 1959 NBC
Mali Joe je zaljubljen v lastnico saloona Julio Bulette, za katero si predstavlja, da je podobna njegovi pokojni materi. Prva epizoda, ki razkriva podrobnosti o Marie Cartwright, je navdihnjena z resnično zgodbo madam iz Virginia Cityja. Prav tako prva epizoda, ki predstavlja Michaela Landona.
- S01E07 Saga o Annie O'Toole

24. oktober 1959 NBC
Adam brani rudarsko zahtevo Annie O'Toole na sodišču, ki mu predseduje sodnik Ben Cartwright. Annie pride na izkopavanja Washoe z zahtevkom za rudnik, ki ga je vložil njen fant, Swede Lundberg. Swede ima dva zahtevka in enega je prodal njunemu znancu Gregoryju Spainu, kar povzroča zmedo, o kateri lahko odloči le sodnik Ben Cartwright.
- S01E08 Zgodba Philipa Diedesheimerja

31. oktober 1959 NBC
Adam in Hoss pomagata nemškemu inženirju pri razvoju koncepta "kvadratnega lesa" v rudnikih. Temelji na dejstvih in prva epizoda ne vključuje vseh štirih Cartwrightov. Hoss se sklicuje na lik Emily, v katero je bil zaljubljen v epizodi "Prišleki".
- S01E09 G. Henry Comstock

7. november 1959 NBC
V retrospektivi legendarni iskalec zlata prispe na ladjo Ponderosa in sodeluje pri ustanovitvi mesta Virginia City. Po naključju je gostujoča zvezda Jack Carson igrala blagajnika v banki Comstock Bank and Trust v filmu "Gentleman Jim" iz leta 1942. Ta zgodnja klasika je bila druga posneta epizoda.
- S01E10 Veličastna Adah

14. november 1959 NBC
Virginia City obišče igralka Adah Issacs Menken, ki je Benova stara znanka. Joeja hudo pretepe Adin ljubosumni snubec, John C. Regan, ki ga v pretepu premaga besni Hoss.
- S01E11 Truckee Strip

21. november 1959 NBC
Luther Bishop in Ben Cartwright se že vrsto let sporujeta glede zemljišča zaradi majhnega posestva, imenovanega Truckee Strip. Eden od Bishopovih zaposlenih goji zamero do Cartwrightovih in želi ponovno razvneti spor, hkrati pa snuje načrte za Bishopovo lepo hčer Amy. Joe se kljub družinskim razlikam sreča in zaljubi vanjo ter se želita poročiti. Ravno ko je videti, da se bo spor končal z združitvijo obeh mladih, Bishopov človek napade Amy in Joe mora priskočiti na pomoč.
- S01E12 Obešena tolpa

28. november 1959 NBC
Adam in Joe se nejevoljno pridružita skupini maščevalnih meščanov, ki želijo linčati tri moške, ki naj bi ubili Vannieja Johnsona. Tolpo vodita Paiute Scroggs in Flint Johnson, mož ubite ženske. Ko se Adam in Joe spopadeta z njima, se oba ločita in poskušata doseči tri moške, preden to stori tolpa. Zgodba te epizode je različica filma "Incident pri Ox-Bowu" iz leta 1943.
- S01E13 Vendetta

5. december 1959 NBC
V različici epizode "Točno opoldne" se morata Ben in Hoss praktično sama soočiti s tolpo izobčencev, ko se večina prebivalcev Virginia Cityja skrije. Najbolj akcijsko nabita epizoda od epizode "Vojna Paiute".
- S01E14 Sestre

12. december 1959 NBC
Ta epizoda se začne z Adamom, ki v dvoboju brani čast Sue Ellen Terry. Nihče ni ustreljen, ker drugi moški zgreši Adama, Adam pa velikodušno strelja v zrak, da konča dvoboj. Sue Ellen živi s svojo sestro, ki se zdi prijazna, a se izkaže za precej zlobno, prežeto z ljubosumjem, ker se stara, njena sestra pa je mlada lepotica. Ko Adam neke noči po zmenku odloži Sue Ellen, jo nekdo sredi te epizode ustreli in Adam postane osumljenec ter ga vržejo v zapor. Ko šerif predlaga, da Adam pobegne, to stori, toda ko odide, ga nekdo poskuša ustreliti. Steče za njima, a ju ne najde, in kmalu zatem sliši krik Sue Ellenine sestre. Steče po stopnicah in jo najde mrtvo, seveda pa je nato osumljen tudi tega umora. Seveda mu v zadnji pol ure pomaga družina in izkaže se, da je nekdo, za katerega ne bi smeli sumiti, storil vse umore, vendar v resnici ni poskušal ubiti.
- S01E15 Zadnji lov

19. december 1959 NBC
Hoss in Joe med lovom na bighorne ovce naletita na nosečo Indijanko in morata skotiti njenega otroka. Kljub kančkom humorja, vključno s prizorom, v katerem Joe obrok imenuje "krma za živino", zgodba nima povsem srečnega konca.
- S01E16 El Toro Grande

2. januar 1960 NBC
Ben pošlje Hossa in Joeja v Monterey, da bi kupila dragega plemenskega bika. Prva od številnih komičnih dogodivščin Blockerja in Landona, čeprav je ležerna uporaba nasilja, kot v boju z rapirjem, nenavadno neznačilna za serijo. Hoss prvič razkrije, da je njegovo pravo ime Eric.
- S01E17 Izobčenec

9. januar 1960 NBC
Mlado žensko vsi razen Cartwrightovih izobčujejo, ker je v sorodu s kriminalci. Nespametno išče tolažbo pri Joejevem bivšem prijatelju, Clayu Rentonu, in Ben mora vse urediti. Prva epizoda bo imela naslov poglavja po odjavni špici.
- S01E18 Razdeljena hiša

16. januar 1960 NBC
Ko se bliža državljanska vojna, se Adam in Joe spopadata glede tega, katero stran naj podpreta. Situacijo zaplete prihod Fredericka Kylea, južnjaškega simpatizerja. Bil je stari prijatelj Joejeve matere, gledalci pa odkrijejo tudi, da je Joejevo srednje ime Francis.
- S01E19 Strelci

23. januar 1960 NBC
V prvi popolnoma komični epizodi serije Hoss in Joe odpotujeta v Kiowa Flats v Teksasu, kjer ju zamenjajo za zloglasna brata Slade, ki ju prav tako igrata Blocker in Landon.
- S01E20 Trgovci s strahom

30. januar 1960 NBC
Cartwrightova se v Virginia Cityju srečata z rasno nestrpnostjo in na koncu zaščitita kitajskega fanta pred nasiljem drhali. Victor Sen Yung v svoji največji vlogi doslej v prisotnosti rojakov govori normalno, v družbi Cartwrightovih pa se vrne k polomljeni angleščini.
- S01E21 Španska dodelitev

6. februar 1960 NBC
V epizodi "Španska dodelitev" se mlada barmanka Rosita Morales pretvarja, da je španska plemkinja Isabella Marie Inez de la Cuesta, in na koncu zgodbe se razkrije, da je v resnici Rosita Morales, toda po drugi strani, ali je res Rosita Morales? Ta majhen preobrat na koncu je preprosto zabaven vsakič, ko si ga ogledamo, saj lahko gledalec na koncu četrtega dejanja ugotovi pravo identiteto mlade ženske.
- S01E22 Kri na zemlji

13. februar 1960 NBC
Neubogljivi pastir Jeb Drummond vdre v svojo čredo ovac na Ponderosi in se noče premakniti. Upre se vsem Benovim poskusom, da bi ga vrgel z njegove zemlje, in se na koncu zateče k temu, da Adama ujame v zameno za lastništvo ranča.
- S01E23 Puščavska pravičnost

20. februar 1960 NBC
Ko strogi ameriški maršal iz Kalifornije aretira Davea Walkerja, delavca Ponderose, zaradi umora, se Adam in Hoss pridružita, da zagotovita, da njun uslužbenec živi v Los Angelesu. V enem prizoru je Adam prvič oblečen v črno. V drugem Hoss, ko prvič vidi Južno Kalifornijo, pripomni: "Iz tega zagotovo ne bo veliko." Kasneje Adam naredi zabavno omembo hrane, za katero Joe pravi, da jo je moral jesti v epizodi "Zadnji lov".
- S01E24 Neznanec

27. februar 1960 NBC
Nevadsko ozemlje čaka na status zvezne države in Ben razmišlja o kandidaturi za guvernerja, dokler ne izve, da ga v New Orleansu iščejo zaradi umora. Prispe inšpektor Charles Leduque in pove, da Bena iščejo zaradi umora, ki ga je storil 20 let prej, in potem ko Joe v samoobrambi ubije svojega telesnega stražarja, inšpektor Leduque vse skupaj obrne narobe. Ben nima druge izbire, kot da se pridruži Leduqueu, da bi v zelo napeti epizodi očistil svoje ime. Ponovno se večkrat omenja Joejeva mati, gledalcem pa je prikazan Marijin grob blizu obale jezera Tahoe.
- S01E25 Pobeg v Ponderoso

5. marec 1960 NBC
Ko Adama napadejo trije vojaški dezerterji, jih Ben izsledi in se spopade z brutalnim kapitanom Boltonom, ki jih zasleduje.
- S01E26 Maščevalec

19. marec 1960 NBC
Lastnik restavracije, s katerim se Ben in Adam soočita zaradi ukradene govedine Ponderosa, neke noči umre. Njegova hči Sally Byrnes vodi kavarno in v svoji zameri Bena in Adama neupravičeno obtoži umora njenega očeta, zato sta obsojena na obešanje. Tudi rančar Hawkins je ljubosumen na Cartwrightove in je najel svoje može, da preprečijo mestu, da bi pomagalo Benu in Adamu, in poskrbijo, da ju obesijo. Hoss in Joe sta pripravljena ustaviti, vendar Ben vztraja, da ostaneta v mejah zakona.
- S01E27 Zadnja trofeja

26. marec 1960 NBC
Adam pelje Benova prijatelja, lorda Mariona Dunswortha in lady Beatrice, na lovsko odpravo, kjer ju ujame tolpa surovih tatov in morilcev. V enem od zgodnjih prizorov, potem ko posluša Benove spomine, Hoss reče: »Vedno rad slišim, kako se oče napije. To se ne počne pogosto.«
- S01E28 San Francisco

2. april 1960 NBC
V tej komični epizodi, prvi, ki se dogaja daleč od ranča, Ben, Hoss in Joe pripeljejo čredo v San Francisco. Čeprav Ben opozori svoja sinova, naj bodo previdni v velikem mestu ("To ni Ponderosa!"), je Ben tisti, ki ga preganjajo in ga je treba rešiti.
- S01E29 Grenka voda

9. april 1960 NBC
Len Keith, rudar, želi od rančarja Andyja McKarena kupiti nekaj zemlje ob Ponderosi. Andyjev sin Tod si želi prodati. Keith mu je ponudil partnerstvo in, kar je še pomembneje, zaljubljen je v Keithovo hčer. Ko Ben opozori Andyja, da bi rudnik na posestvu onesnažil vodo Ponderose, se Andy strinja, da zemljišča ne bo prodal. Len Keith, odločen, da bo dobil to zemljo, v čredo Ponderose zasadi govedo, okuženo s klopi, da bi Andyja obrnil proti Cartwrightovim.
- S01E30 Glinene noge

16. april 1960 NBC
Hoss vzame pod svoje okrilje Billyja Allena, mladega sina obsojenega zločinca, nato pa je prisiljen ubiti njegovega očeta, Billy pa mu ne odpusti. Najbolj čustvena Hossova zgodba od "Prišlekov" in ena najboljših Blockerjevih.
- S01E31 Temna zvezda

23. april 1960 NBC
Joe se zaljubi v Tirzo, nedvomno nenavadno ciganko, ki pravi, da je prekleta in se zdi, da se nikoli ne "zbudi iz tega". Prva epizoda serije z nadnaravnim pridihom, ki jo je ustrezno režiral Lewis Allen, avtor klasičnega filma o duhovih "Nepovabljeni".
- S01E32 Smrt ob zori

30. april 1960 NBC
Virginia City pesti organizirani kriminal, Sam Bryant in njegova tolpa. Eden od njegovih mož, kmet Perkins, ubije prodajalca, na sojenju pa se žena lastnika trgovine boji pričati. Ko Perkinsa obsodijo na obešanje, Bryant ugrabi Bena in ga želi zamenjati za Perkinsa, zaradi česar se Adam znajde pred najtežjo odločitvijo v svojem življenju. Zvezdniška igralska zasedba.